# Charles Simonyi
Charles Simonyi (ur. 10 września 1948 w Budapeszcie) – amerykański przedsiębiorca pochodzenia węgierskiego (obywatelstwo otrzymał w 1982). Właściciel firmy Intentional Software, były pracownik Microsoftu, twórca takich programów jak Word czy Excel. W kwietniu 2007 został piątym kosmicznym turystą. Posiada także licencję pilota samolotów odrzutowych i śmigłowców. W powietrzu spędził ponad 2000 godzin.

## Życiorys
W 1966 opuścił Węgry i wyjechał do Danii, gdzie pracował jako programista w jednej z firm w Kopenhadze. Dwa lata później udał się do USA. Licencjat z matematyki technicznej oraz budowy maszyn uzyskał w 1972 po ukończeniu Uniwersytetu Kalifornijskiego w Berkeley. Po studiach rozpoczął pracę w Xerox Palo Alto Research Center (PARC). Na Uniwersytecie Stanforda w 1976 otrzymał doktorat z informatyki. W 1981 rozpoczął pracę w firmie Microsoft. W sierpniu 2002 po odejściu z Microsoftu założył Intentional Software Corporation.
Jest twórcą notacji węgierskiej.
W 1995 roku Charles Simonyi został fundatorem katedry Public Understanding of Science na Uniwersytecie Oksfordzkim.
11 kwietnia 2006 z firmą Space Adventures podpisał kontrakt na lot na pokładzie rosyjskiego statku kosmicznego. Po przejściu badań medycznych, 8 sierpnia 2006, został dopuszczony do specjalistycznego treningu. Szkolenie rozpoczął w Centrum Przygotowań Kosmonautów we wrześniu 2006. Umowa na lot została zawarta z Roskosmosem 20 września 2006. Za udział w misji Simonyi zapłacił 20-25 mln dolarów. Wyprawa miała potrwać 10 dni, z czego 8 Simonyi miał spędzić na pokładzie Międzynarodowej Stacji Kosmicznej.
Start statku kosmicznego Sojuz TMA-10 nastąpił 7 kwietnia 2007. Kosmicznemu turyście towarzyszyli Oleg Kotow i Fiodor Jurczichin.
26 marca 2009 udał się w swoją drugą podróż kosmiczną. Na pokładzie Sojuza TMA-14 razem z Giennadijem Padałką oraz Michaelem Barrattem wystartował w kierunku Międzynarodowej Stacji Kosmicznej.
Stowarzyszenie Uczestników Lotów Kosmicznych (Association of Space Explorers) przyznało mu Universal Astronaut Insignia za lot orbitalny (nr 453).

## Wykaz lotów
| Loty kosmiczne, w których uczestniczył Charles Simonyi                   | Loty kosmiczne, w których uczestniczył Charles Simonyi | Loty kosmiczne, w których uczestniczył Charles Simonyi | Loty kosmiczne, w których uczestniczył Charles Simonyi | Loty kosmiczne, w których uczestniczył Charles Simonyi | Loty kosmiczne, w których uczestniczył Charles Simonyi | Loty kosmiczne, w których uczestniczył Charles Simonyi |
| Lp.                                                                      | Data startu                                            | Statek kosmiczny                                       | Data lądowania                                         | Statek kosmiczny                                       | Funkcja                                                | Czas trwania                                           |
| ------------------------------------------------------------------------ | ------------------------------------------------------ | ------------------------------------------------------ | ------------------------------------------------------ | ------------------------------------------------------ | ------------------------------------------------------ | ------------------------------------------------------ |
| 1                                                                        | 7 kwietnia 2007                                        | Sojuz TMA-10                                           | 21 kwietnia 2007                                       | Sojuz TMA-9                                            | kosmiczny turysta                                      | 13 dni 19 godzin i 16 sekund.                          |
| 2                                                                        | 26 marca 2009                                          | Sojuz TMA-14                                           | 8 kwietnia 2009                                        | Sojuz TMA-13                                           | kosmiczny turysta                                      | 12 dni 19 godzin 27 minut i 6 sekund.                  |
| Łączny czas spędzony w kosmosie – 26 dni 14 godzin 27 minut i 22 sekundy |                                                        |                                                        |                                                        |                                                        |                                                        |                                                        |